# 坎兒井

坎兒井

坎兒井（波斯語：/），又稱坎爾井，為荒漠地區一特殊灌溉系統；起源於前1千紀的波斯，分布地域以伊朗高原為中心，東至中國新疆（普遍於中國新疆吐魯番地區），西至摩洛哥。坎兒井在阿曼被稱為法拉吉（阿拉伯语：فلج）。

## 中国
史載漢代就有挖掘地下窖井的工程，稱之井渠法。吐鲁番七克台鎮的60多道坎兒井多為清代林则徐興建的，人稱林公井。坎兒井由豎井、地下渠道、地面渠道和澇垻四部份組成。首先在地面由高至底打下豎井口，將地下水匯聚。然後，在井底修通暗渠，將地下水引到目的地，才把水引到地面。這樣保證了地下水不會因炎熱及狂風而被蒸發或污染。澇坝將水蓄起以供人使用。
据史料记载，新疆坎儿井已有2000多年的历史，鼎盛时期曾多达1700多条，是与万里长城、京杭大运河齐名的古代三大工程。目前仍然是农业灌溉的重要水源。2006年，“坎尔井地下水利工程”被中華人民共和國国务院公布为全国重点文物保护单位，并被国家文物局列入《申报世界文化遗产预备名单》。2016年，伊朗將坎兒井申報世界遺產成功。